# آگوستین باتیپیدی
آگوستین باتیپیدی (انگلیسی: Agustín Battipiedi؛ زادهٔ ۱ سپتامبر ۱۹۸۹) بازیکن فوتبال اهل آرژانتین است.
از باشگاه‌هایی که در آن بازی کرده‌است می‌توان به باشگاه فوتبال سالزبری سیتی، باشگاه فوتبال برایتون اند هوو آلبیون، و باشگاه فوتبال دوور اتلتیک اشاره کرد.